# 邱復生
邱復生（1947年7月19日—）台灣屏東人，政治作戰學校畢業。年代集團創辦人暨首任董事長，曾任台灣土地開發、TVBS董事長。

## 經歷
行銷台灣電影在國際舞台屢獲國際大獎，1989年投資拍攝《悲情城市》獲威尼斯影展最佳影片金獅獎、1991年《大紅燈籠高高掛》獲第64屆奧斯卡金像獎最佳外語片提名及第四十四屆威尼斯國際電影節銀獅獎、1993年《戲夢人生》獲香港電影金像獎中國百年電影、1994年《活著》獲坎城影展最佳男主角獎及金棕櫚獎最佳導演提名，將海峽兩岸電影導演及演員推向國際舞台，使得華語電影在國際影展占重要地位。
1982年4月成立年代影視，整合全台一百多家錄影帶出租店業者，引進TVB港劇與華特迪士尼公司家用錄影帶，讓台灣民眾得以合法租片，並建立影音文化產品通路。　
1993年擔任無線衛星電視台（TVBS）董事長，領導有線電視頻道經營者並結束老三台於1962至92年間長期壟斷局面，開創24小時新聞及公共論壇節目，SNG車隨時提供最新發生的訊息，讓新聞成為民眾生活的一部份。
1996年啟用年代售票，是台灣第一個電子商務業者，改變過去傳統的售票方式，讓文藝活動及表演藝術產業在經過購票行銷通路，更具市場規模。 
1996年成立台灣大聯盟，整合三級制棒球並首創金龍旗高中棒球錦標賽。
2004年3月成立「我視傳媒」（imtv）擔任董事長，以數位化整合媒體，經營線上電視成為下一代新媒體主流，開創網路、通信及電視整合平台。
電視製播台灣重要影視頒獎典禮如電影金馬獎、流行歌曲金曲獎等，讓金馬獎國際化，亦讓整個亞洲唱片市場最受重視的金曲獎提升地位，把台灣流行音樂成為亞洲的燈塔。 
2005年，因年代集團遭財務長盜用公款，邱復生將其擁有的年代集團股權49%出售給練台生。邱復生持股只剩18.9%，練台生成為年代集團董事長。
2008年，離開年代集團，退出媒體業，全心投入台灣土地開發公司。
2009年6月24日，獲聘擔任海基會董事。
2009～2013年，當選中國國民黨中央常務委員。
2012年3月24日，獲邀擔任第四屆沖繩國際影展評審團主席，是首位擔任該職的台灣人。
2014年中華民國直轄市長及縣市長選舉時，針對連戰罵柯文哲「混蛋」一事， 很少在臉書上談政治的他表示連戰不該如此發言，他無法再尊重連爺爺。
2024年獲得第26屆義大利遠東國際影展「金桑樹終身成就獎」。

## 曾任社會公益職務
- 台北視聽工會理事長。
- 中華民國電影金馬獎主席。
- 中華民國電影基金會董事長。
- 許常惠音樂文教基金會董事長。
- 台灣土地開發集團董事長。
- 第四屆沖繩國際影展評審團主席。

## 重要成就與發明
開創網路、電視、通信「具有格式與協議轉換之內容整合平台」（Content integration platform with format and protocol conversion），獲美國智慧財產局專利，另有其他發明廿多項國際專利。

## 個人作品
- 〈明天會更好〉歌詞修飾[來源請求]
- 1980年擔任台灣第一部實景拍攝電視連續劇《秋水長天》製作人，由蕭芳芳、劉德凱主演，創下高收視率
- 領導「大世紀傳播」在台視製作《星星星》、《錦繡歌林》等綜藝節目

## 外部連結
- 邱復生的Facebook專頁